# مارتا أبرو
كانت مارتا أبرو دي استيفيز (13 نوفمبر 1845 - 2 يناير 1909) واحدة من أكثر الشخصيات تأثيرًا في عصرها في وسط كوبا، ولا سيما في ولادتهافي مقاطعة سانتا كلارا. لمساعدتها المستمرة للفقراء، تبرعاتها للمدينة وحرب الاستقلال، فازت بلقب «المتبرع العظيم».

## السيرة الذاتية

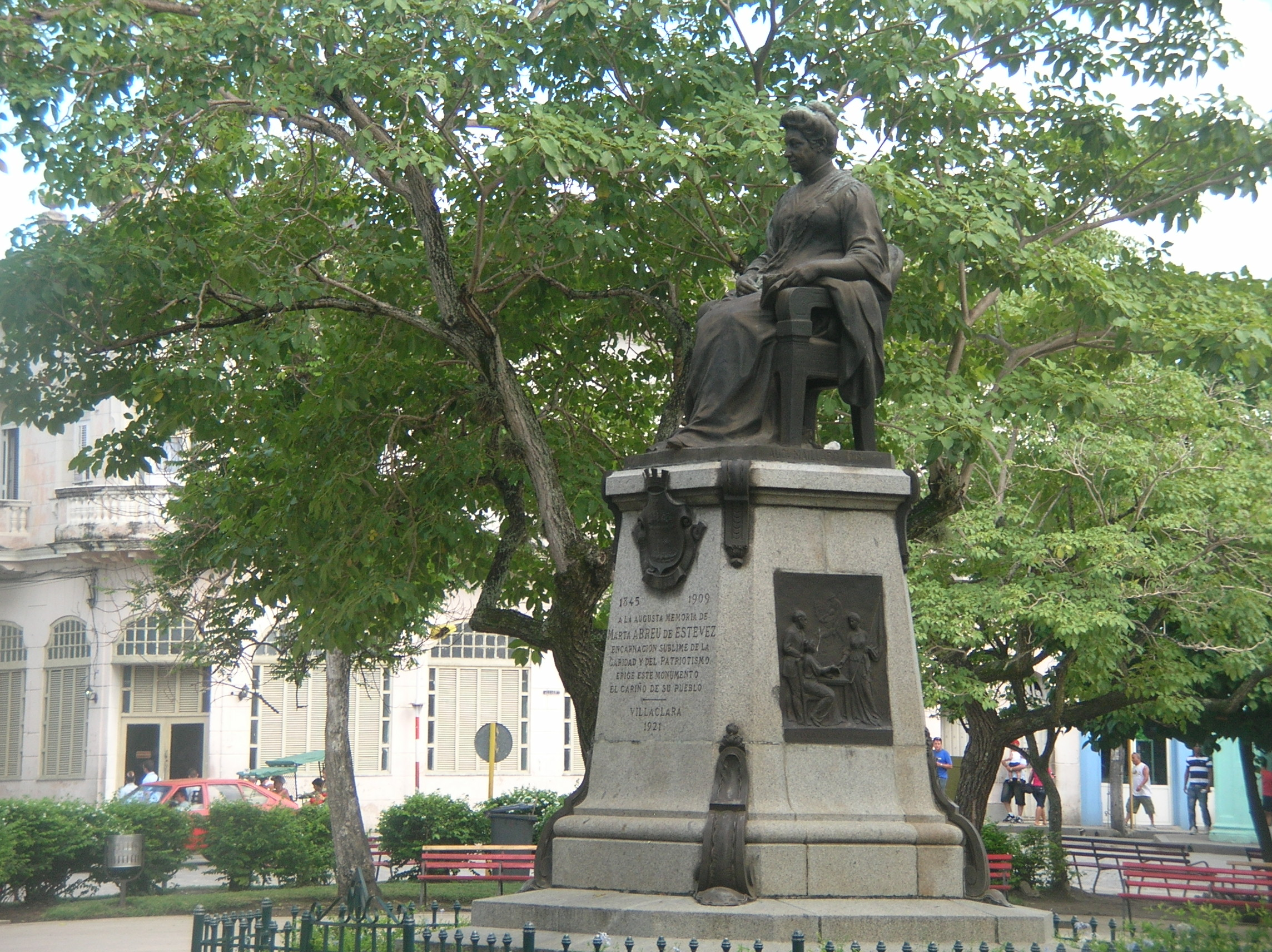
تمثال مارتا أبرو

لقد مكنت ثروتة مارتا أبرو من السفر إلى أوروبا والولايات المتحدة من سن مبكرة للغاية، مما جعلها على اتصال مع شخصيات رئيسية في وقتها وسمحت لها بتقدير الاختلافات بين معظم الدول المتقدمة ودولتها، ومدى الصعوبة التي واجهها الكوبيون، خاصة في المدن والبلدات النائية الصغيرة. تزوجت من لويس إستيفيز إي روميرو، وهو محام  وأستاذ جامعي  من هافانا كانت أيضًا من ذوي القربى لقضية الاستقلال ومساعد الفقراء؛ في الوقت الذي سمحت فيه مارتا بإنجاز أحلامها الخيرية. توفيت في منزلها في باريس، بعد أن انتقلت إلى أوروبا بسبب سوء صحة زوجها.
معرفة مارتا في كوبا كمقدمة للخدمات الاجتماعية؛ كانت تحب مدينتها كثيرًا، وبسبب هذا الحب اليوم، يمكننا أن نقدر عملها في هياكل ثابتة في كل مكان. ولكن من دون شك أكثر أهمية المبالغ الضخمة من الأموال التي تبرعت بها أيضا إلى كل نوع من الأسباب. الاجتماعية، المدنية، الفنية، الكاثوليكية والاستقلال من الاستعمار الإسباني. تبرعت لهذه القضية فقط بمبلغ مرتفع قدره 240.000 بيزو الذي نعرفه. في عملة اليوم، ستكون هذه تُقدر بملايين من الدولارات الأمريكية.

## مارتا اليوم
في أيامنا هذه، تراجعت سمعة مارتا بسبب سمعة شخصية ثورية أخرى مهمة: إرنستو تشي جيفارا. تم تغيير سانتا كلارا التي كانت تعرف في السابق باسم «مدينة مارتا» إلى «مدينة تشي» عندما تم في تسعينيات القرن العشرين اكتشاف بقايا تشي ورفاقه في بوليفيا وإعادتهم إلى كوبا. تم عرض تشي وزملاؤه المتمردون داخل المكتبة العامة لمدينة «بيبليوتيكا مارتي»، وهي من بين المفارقات، منزل مارتا أبرو السابق وأحد تبرعاتها العديدة للمدينة. وبمجرد أن وجد البقايا مكانًا حاسمًا في مبنى تشي النصب الشهير، قررت السلطات المحلية تغيير شعار المدينة. بعد فترة وجيزة أصبح هذا نقطة للمناقشة مع السكان المحليين، الذين لا يعارضون تكريم تشي ولكنهم أيضا مخلصون لتاريخ مارتا ومدينتها.

## إرثها
- تياترو لا كاريداد (مسرح كاريداد) الذي بنته وتبرعت به إلى المدينة من أجل جمع الأموال لمزيد من التبرعات.[4]
- دار تمريض (دار المسنين) لرعاية المسنين.
- ملجأ سانت فينسنت دي بول ملجأ سانت فنسنت دي بول للفقراء والذين بدون مساعدة.
- إل امبارو (المأوى) مأوى آخر للفقراء.
- مدرسة غران سرفانتس (ثربانتس العظيم) للأطفال السود.
- مدرسة بوين فياجي.
- مدرسة سان بيدرو نولاسكو.
- مدرسة سانتا روزاليا.
- محطة الطقس سانتا كلارا التي تبرعت بها مع جميع الأدوات والمواد العلمية.
- أحياء سانتا كلارا إطفاء.
- محطة توليد كهرباء سانتا كلارا.
- محطة قطار سانتا كلارا.
- مصنع غاز مقاطعة كلارا.
- ثلاث محطات غسيل عامة على ضفاف نهر بيليكو.

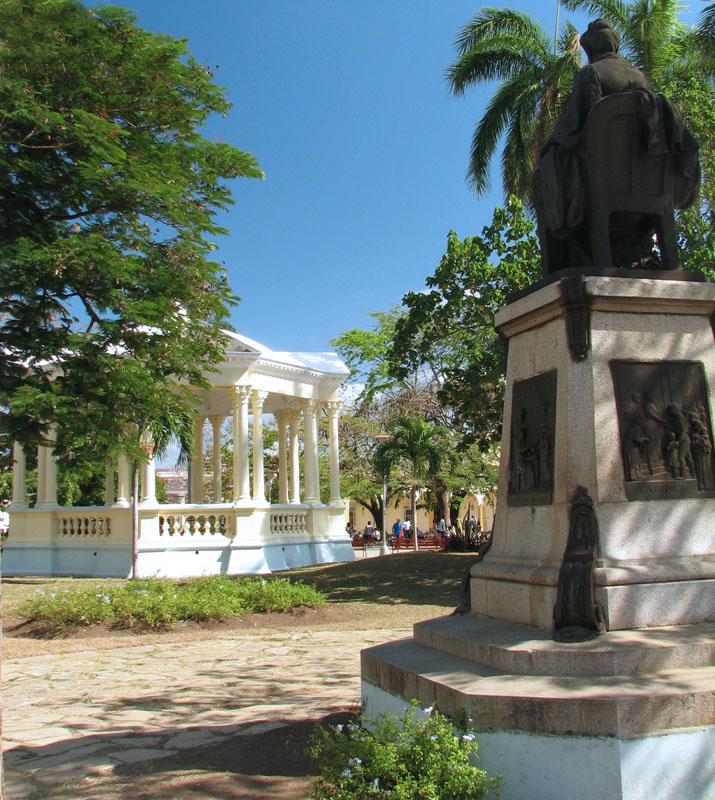
تمثال برونزي.
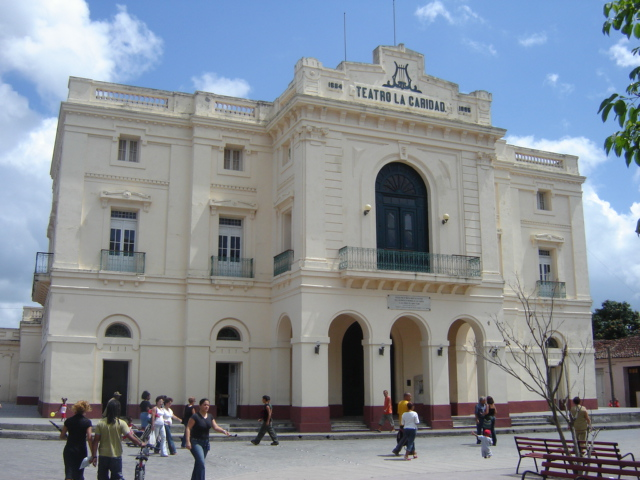
أبرز تبرع لمارتا، المسرح كاريداد.
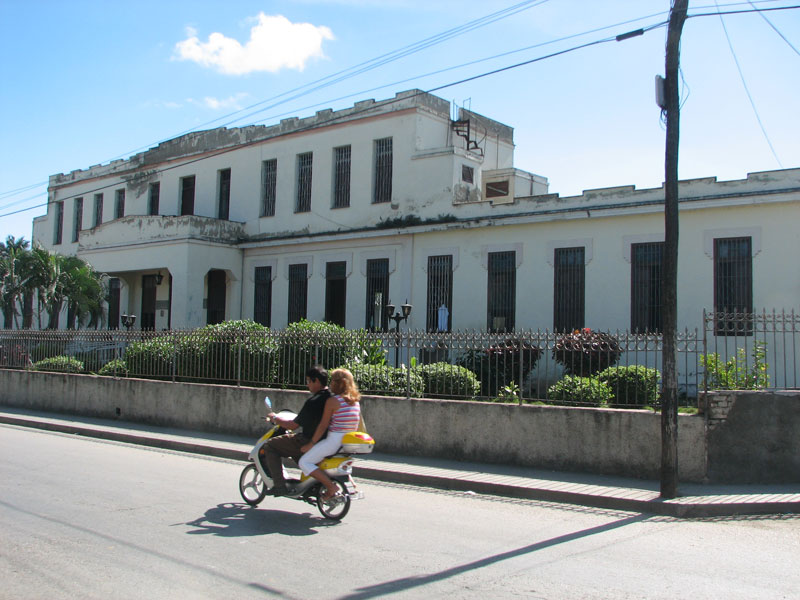
دار المسنين.
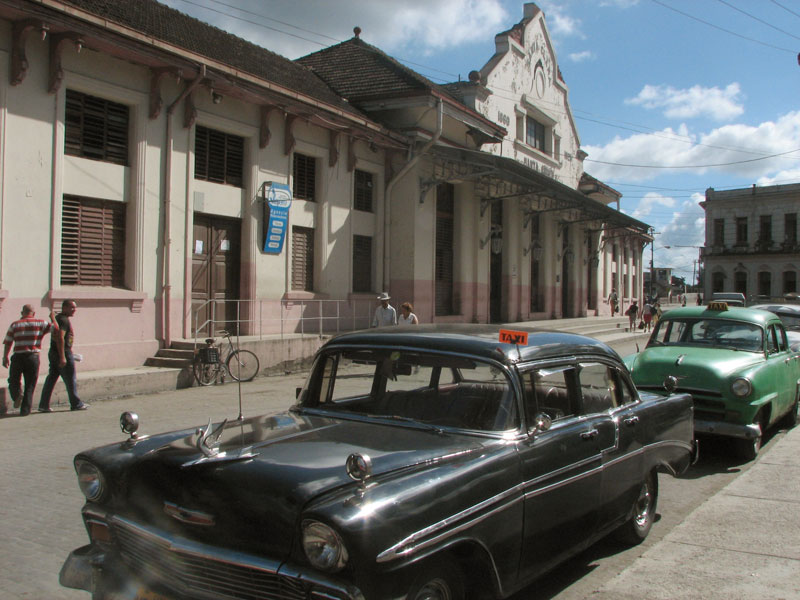
محطة قطار.
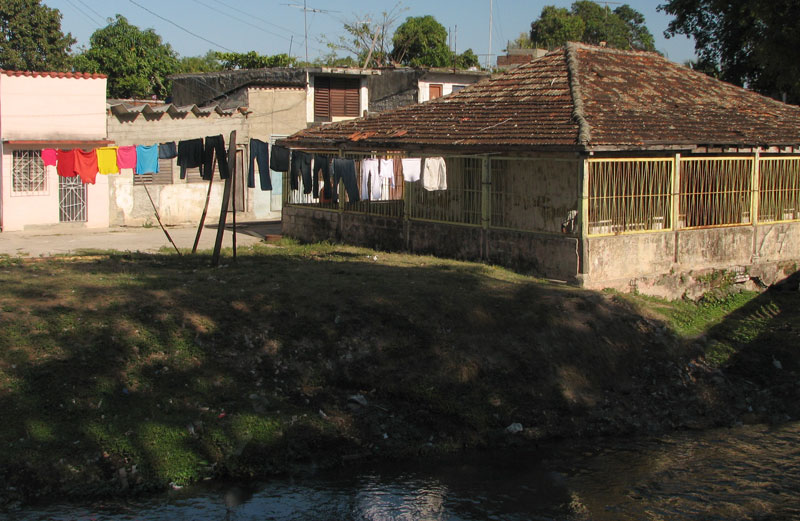
محطةغسيل العامة في نهر بيليكو، في الشارع المركزي.
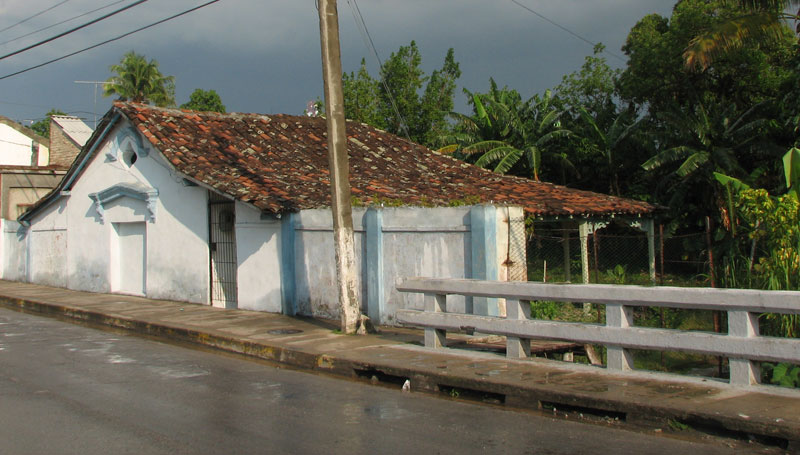
محطة الغسيل العامة في نهر بيليكو بشارع مارتي (اليوم مسرح صغير واحد).

## ذكريات مارتا
- سُميت جامعة سانتا كلارا بإسمها.
- تمثال برونز من مارتا على مقاعد الكرسي في فيدال بارك.
- يمكن رؤية غرفة مسمّاة ومخصصة لها في منزل ومتحف «كاسا دي لا ثيوداد» ومعرض الفن.
- 1947 نشرت كوبا أربعة طوابع في الذكرى المئوية لميلادها (1845).

## قائمة المراجع
- Cristobal Garcia, Angel - El teatro La Caridad. (Colección Escambray, PUBLICIGRAF (R),1993)
- Article Monument to Marta Abreu in Webshots.com

## روابط خارجية
```
Media related to Marta Abreu at Wikimedia Commons
```